# Departamento de Alto Adigio

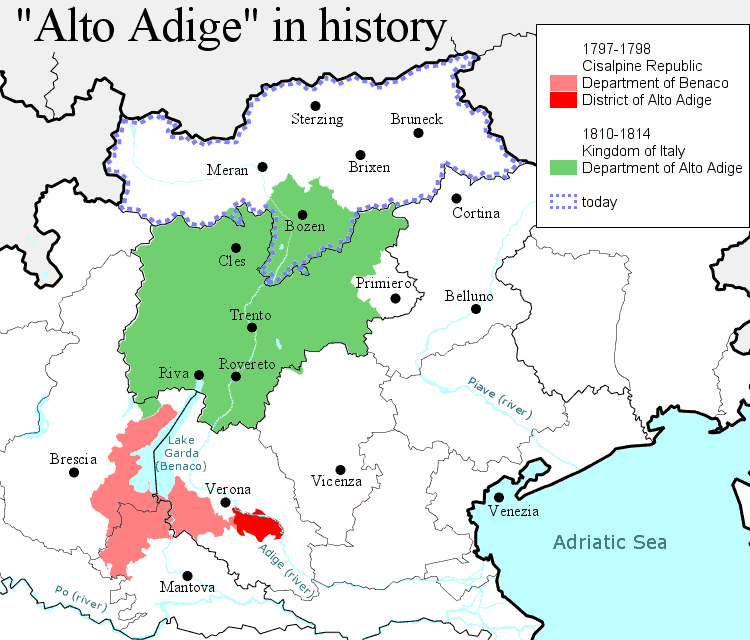
El "Departamento de Alto Adigio" en verde durante el Reino napoleónico de Italia

El Departamento de Alto Adigio fue un departamento del Reino napoleónico de Italia

## Historia
El departamento fue creado en 1810 por Napoleón, con el nombre oficial Département du Haut-Adige en francés y Dipartimento Alto Adige en italiano. El nombre se relaciona con el río Adigio, que lo atraviesa en su inicio naciendo de los Alpes. Bolzano era su ciudad principal y centro administrativo junto con Trento, que era su capital.
El área alrededor de Bolzano fue quitada del territorio alemán de Baviera y unida al Trentino, ya que su población era mayoritariamente de lengua neolatina (italiana y ladina).
El Departamento de Alto Adigio tuvo una existencia muy corta ya que existiò hasta 1814, cuando fue disuelto el Reino de Italia a la caída de Napoleón.
Sucesivamente, la anterior existencia de este departamento inspiró el uso del nombre "Alto Adigio" por parte de Ettore Tolomei para definir -en el siglo XX- toda la región del Reino de Italia alrededor de Bolzano.